# Kniphofia crassifolia
Kniphofia crassifolia är en grästrädsväxtart som beskrevs av John Gilbert Baker. Kniphofia crassifolia ingår i Fackelliljesläktet som ingår i familjen grästrädsväxter. Inga underarter finns listade i Catalogue of Life.